# Maladie de Panner
 Mise en garde médicale
La maladie de Panner (ou ostéochondrose du capitulum ) est une nécrose avasculaire localisée au niveau du capitulum de l'humérus menant à une perte d'os sous-chondral fissurant les surfaces articulaires radio-humérale.
La maladie est plus souvent vue chez les enfants de moins de 10 ans.